# Sheboygan
Sheboygan je město v okresu Sheboygan County ve státě Wisconsin ve Spojených státech amerických. nachází se na západním pobřeží jezera Michigan na řece Sheboygen. Leží asi 80 kilometrů severně od Milwaukee a 103 kilometrů jižně od Green Bay. Je 13. největším městem ve Wisconsinu co do počtu obyvatel. 
S celkovou rozlohou 41 km² byla hustota zalidnění 1 184 obyvatel na km². K roku 2020 zde žilo 49 929 obyvatel. 